# تاتسویا یاماگوچی
تاتسویا یاماگوچی (ژاپنی: 山口 竜弥؛ زادهٔ ۹ فوریهٔ ۲۰۰۰) یک بازیکن فوتبال اهل ژاپن است.
از باشگاه‌هایی که در آن بازی کرده‌است می‌توان به باشگاه فوتبال گامبا اوساکا و باشگاه فوتبال توکیو وردی اشاره کرد.